# Édouard Orban de Xivry
Ne doit pas être confondu avec Édouard Orban de Xivry (1858-1901).
Pour les autres membres de la famille, voir Famille Orban de Xivry.
Edouard Charles François Orban de Xivry, né le 9 août 1824 et mort le 12 août 1895, est un homme politique belge.

## Mandats
- Membre du Conseil provincial de Luxembourg : 1868-1870
- Membre du Sénat belge : 1870-1884

### Article lié
- Famille Orban de Xivry